# 陵内信号场
陵内信号场（：／ Neungnae sinhojang */?）是韩国铁道公社的一個已停用車站，位于京畿道南杨州市鳥安面陵内里，屬於首都圈电铁中央线。

## 历史
- 1956年5月1日：开始使用。
- 2007年6月1日：客运业务停止办理。
- 2008年12月29日：车站停用。